# ناتالیا چاتزیگیانیدو
ناتالیا چاتزیگیانیدو (یونانی: Ναταλία Χατζηγιαννίδου؛ زادهٔ ۱۹ ژوئن ۱۹۷۹) بازیکن فوتبال اهل یونان است.
وی همچنین در تیم ملی فوتبال Greece بازی کرده‌است.